# Hypericum pulchrum
Hypericum pulchrum (звіробій красивий) — вид трав'янистих рослих родини Clusiaceae, який зростає у західній половині Європи. Етимологія: лат. pulcher — «красивий, вродливий, чудовий».

## Опис
Багаторічна трав'яниста рослина. Стебла 30–60(100) см, стрункі, циліндричні, прямі, голубуваті, часто стають червонуватими. Листки основних стебел серцеподібні, голі, 11–24 × 7–11 мм; листя гілок 5–13 × 1.5–5 мм. Квіти розташовані у вільному, розсипному суцвітті. Приквітки 1–3 мм. Квіти яскраво-жовті. Чашолистки еліптичні, 2–3.5 мм, з чорними залозами біля країв. Пелюстки 8–11 мм, в 3–4 рази довші за чашолистки, з червоними жилками й деякими чорними залозами зверху біля країв. Тичинки трохи коротші, ніж пелюстки. Капсули яйцеподібні, 5–6 мм, в 2–3 рази коротші за чашолистки, зі смужками. Насіння 0.8–1 мм, коричневе. 2n = 18.
Листя стає темно-червоним через антоціани, що слугує для захисту від світла. Вегетативне розмноження відбувається через підземні гілки. Капсульні плоди поширюються вітром і тваринами. Містить у квітах червоний барвник гіперицин, який у тварин може викликати легку хворобу.

## Поширення
Європа: Австрія, Бельгія, Чехія, Німеччина, Ліхтенштейн, Нідерланди, Польща, Словаччина, Швейцарія, Данія, Фарерські острови, Фінляндія, Ірландія, Норвегія, Швеція, Велика Британія, Італія, Чорногорія, Сербія, Франція, Португалія, Іспанія. Неофіт Нової Зеландії.
Населяє відкриті ліси з крем'янистими ґрунтами, сухі вересовища, береги, виходи гірських порід, придорожжя.

## Галерея

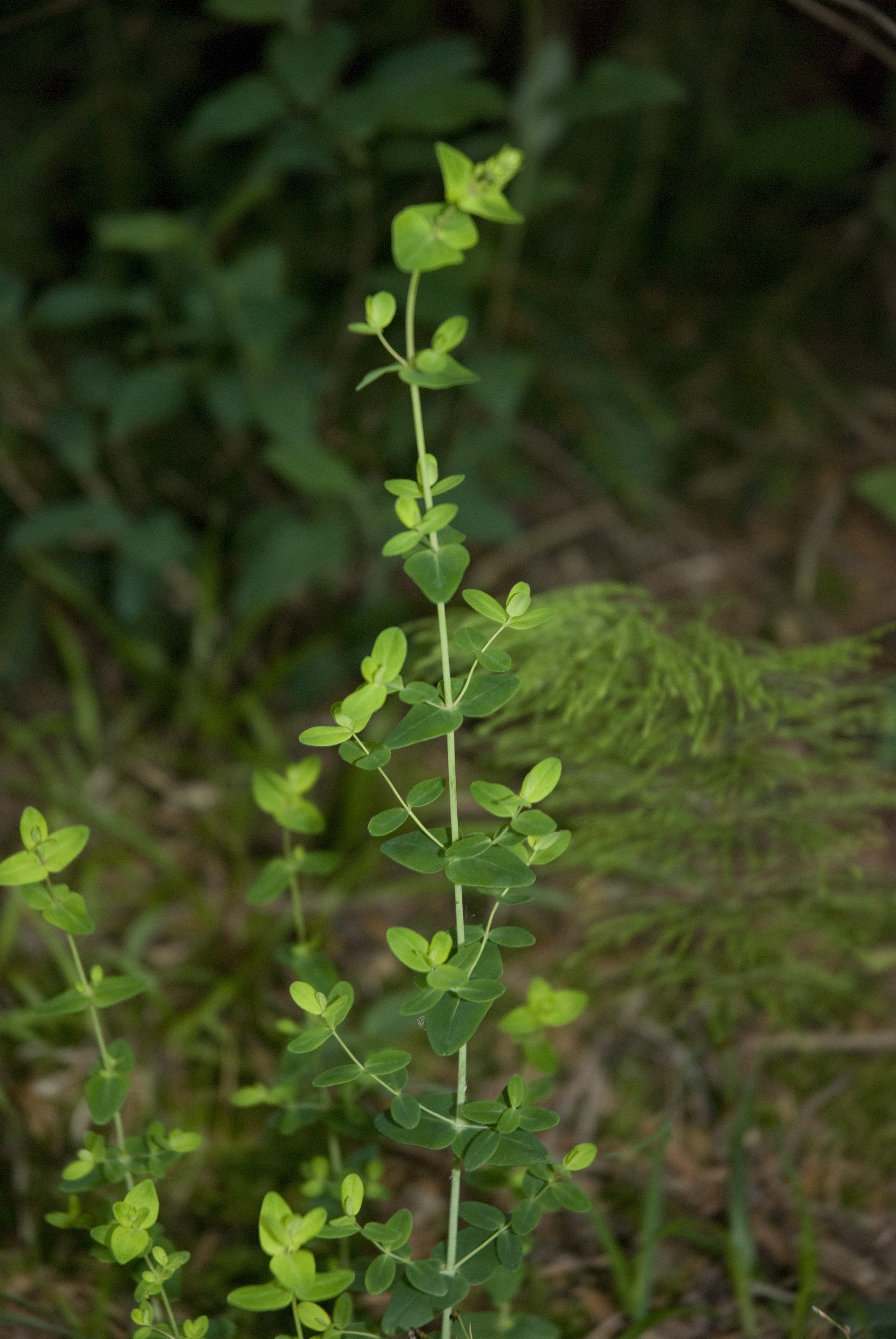
листки
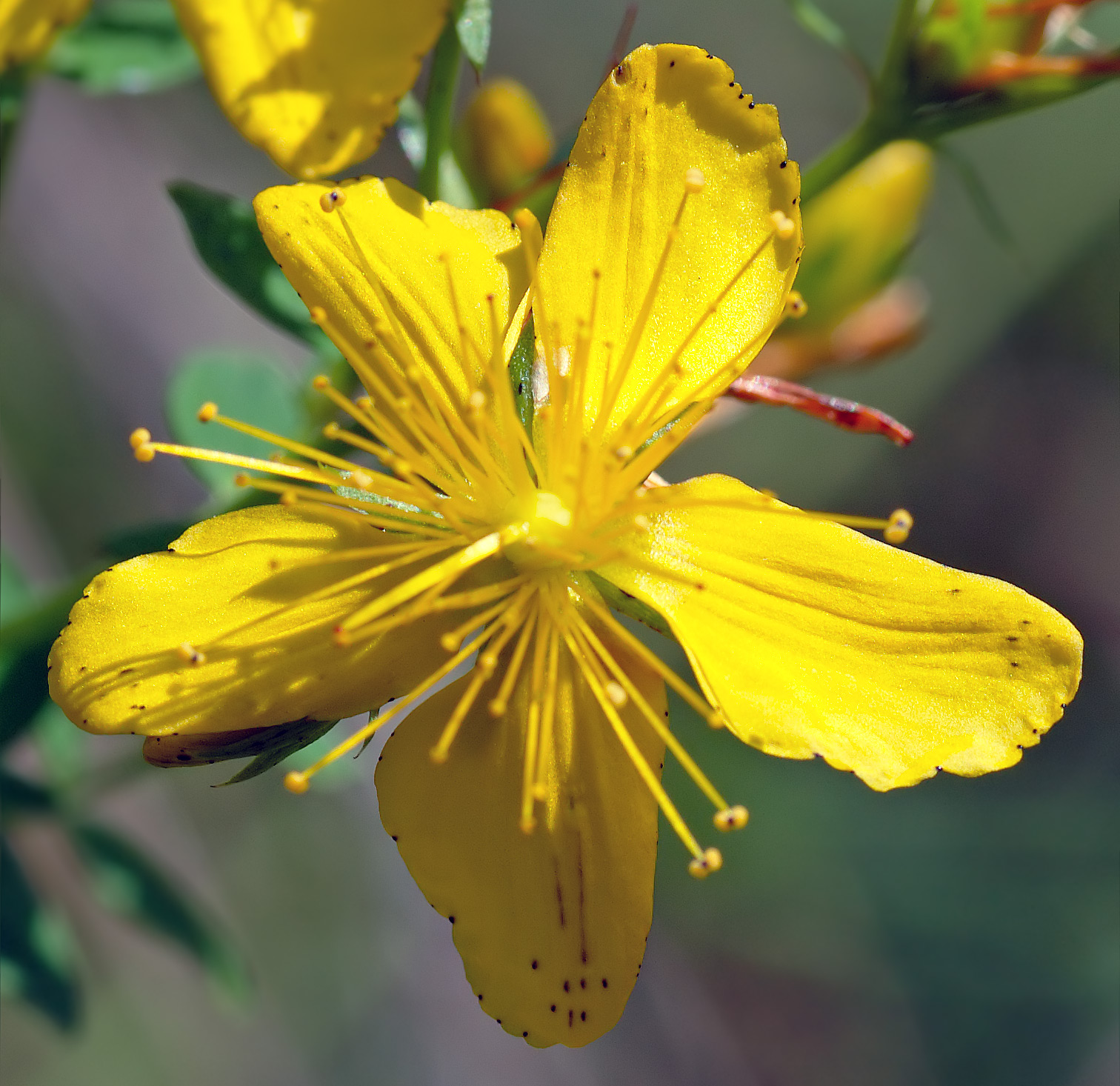
пелюстки
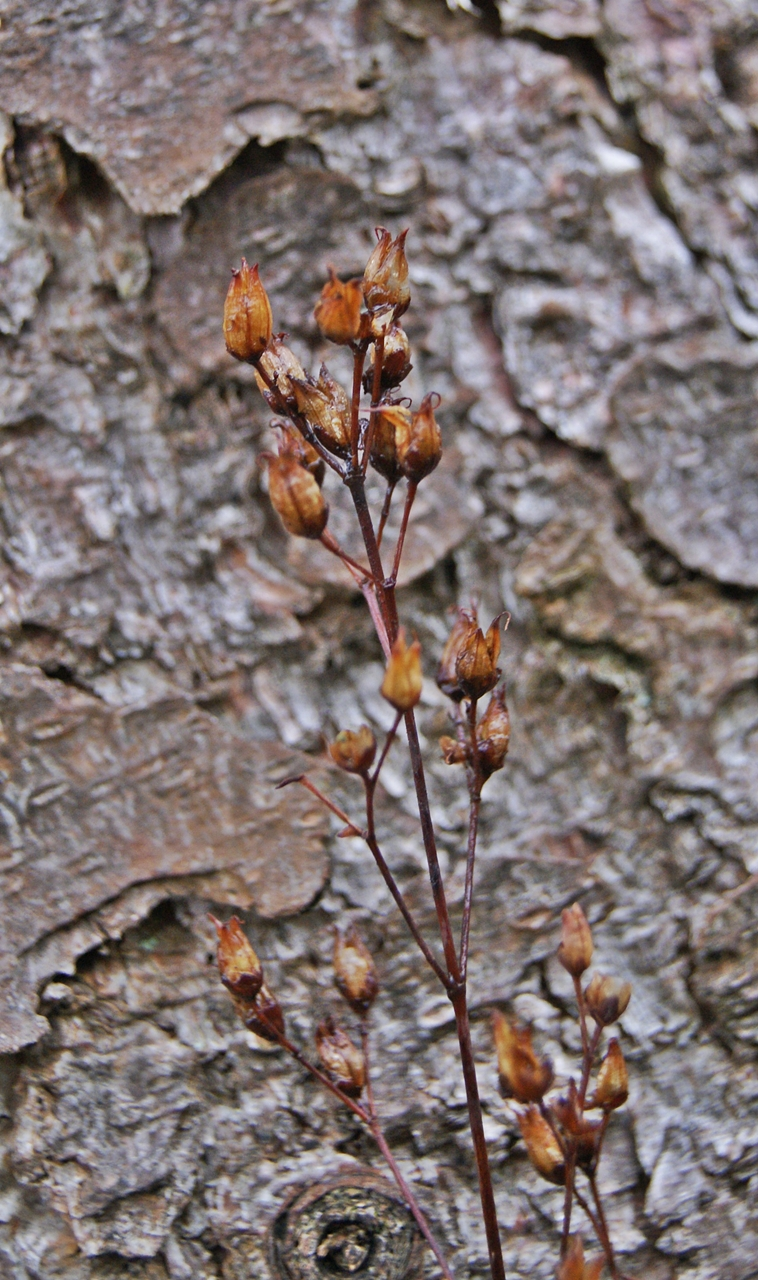
плоди
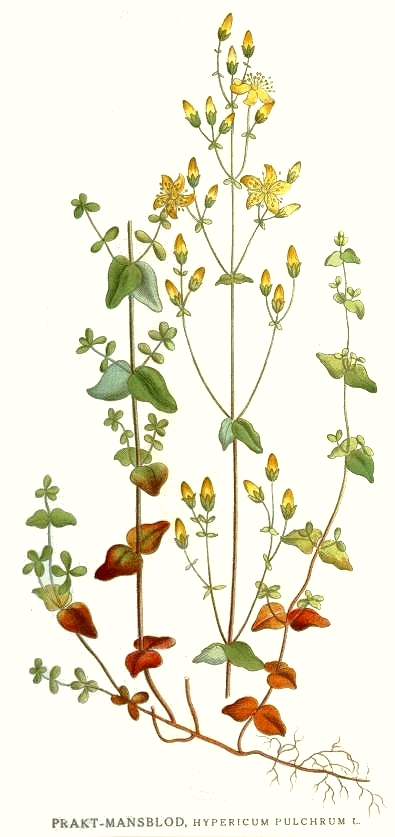
ілюстрація